# 日南東郷インターチェンジ
日南東郷インターチェンジ（にちなんとうごうインターチェンジ）は、宮崎県日南市にある東九州自動車道、日南・志布志道路（東九州自動車道に並行する一般国道220号の自動車専用道路）のインターチェンジである。

## 概要
宮崎方面のみ通行可能なハーフインターチェンジである。計画当初の仮称は日南インターチェンジ（にちなんインターチェンジ）であった。
清武JCT - 油津ICが新直轄方式に変更されたため、日南東郷ICに料金所は設置されておらず、該当する区間は無料で通行可能である。また、志布志方面は日南東郷IC - 油津IC間が国道220号日南・志布志道路として、油津IC - 南郷IC間が油津・夏井道路として事業中である。

## 歴史

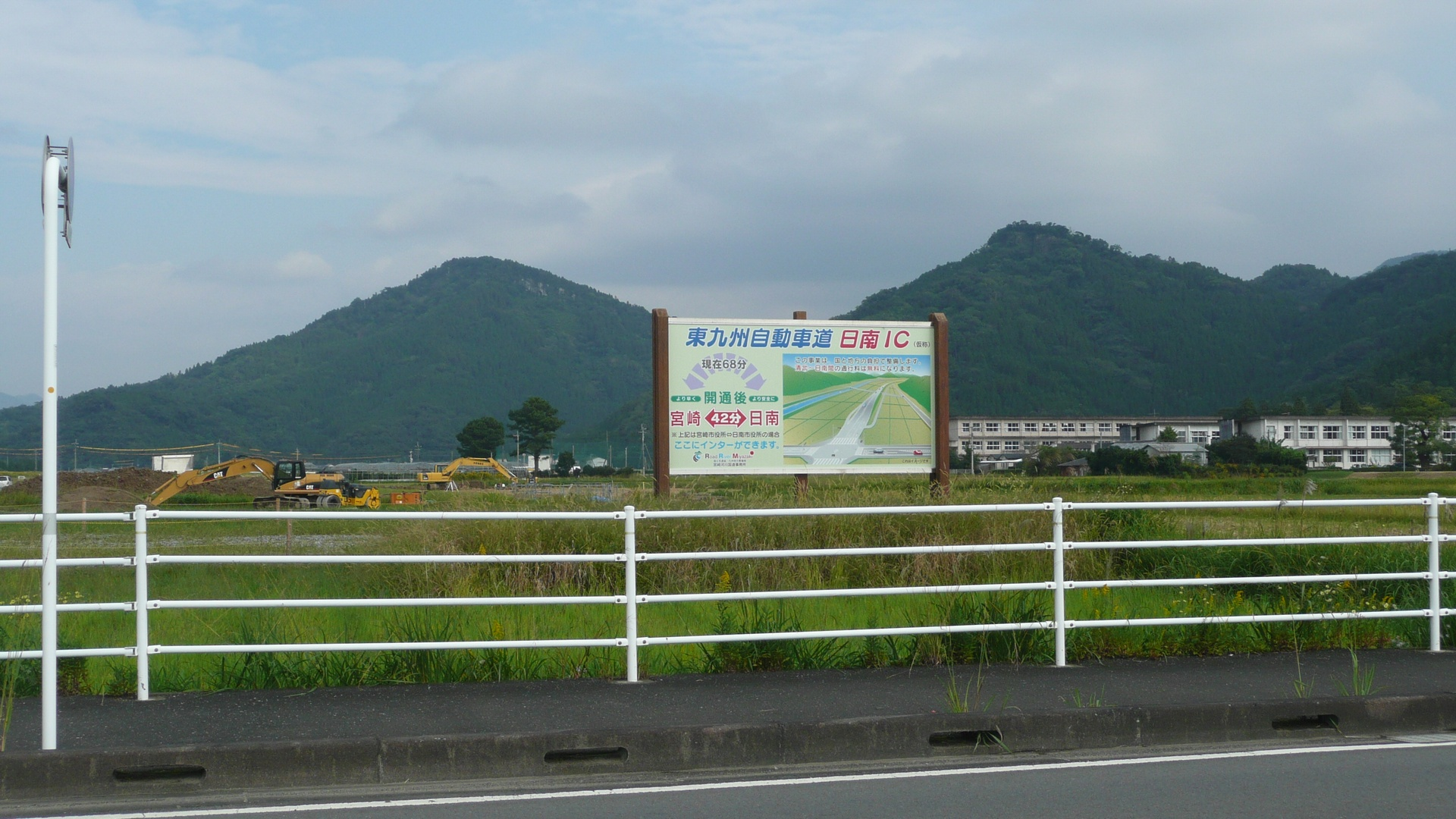
2008年10月時点の日南東郷IC予定地

- 1997年（平成9年）3月：北郷IC - 日南ICの工事着工式[3][4]。
- 2009年（平成21年）：北郷IC - 日南IC間で建設中であった広渡川2号橋（全長265m)に桁の厚み、鉄筋量の不足などの設計ミスによるひび割れが見つかり、取り壊し再建造となった[5][6]。当初の完成予定は2011年7月であった[5][6]。
- 2012年（平成24年）度末：北郷IC - 日南IC間の事業進捗率は、事業費ベースで約46％、用地進捗率は約97％[7]。
- 2013年（平成25年）
  - 4月8日：清武IC - 日南IC区間最長となる猪八重トンネル（4858メートル）貫通[8]。
  - 6月14日：国土交通省九州地方整備局は開通時期が未定だった北郷IC - 日南IC間が2017年度に開通すると発表[9]。
  - 10月11日：九州地方整備局は東九州自動車道で唯一事業化されていない日南IC - 志布志IC間（約40キロ）の3ルート案を提示[10]。
- 2014年（平成26年）度：日南IC - 北郷ICについて九州地方整備局の発表では事業進捗率約64％、用地進捗率約98%[11]。
- 2014年（平成26年）5月28日：国土交通省九州地方整備局が日南 - 志布志間について、全区間を自動車専用道路として整備する方針を明らかし、福岡市で開いた有識者による小委員会で報告した[12][13]。
- 2015年（平成27年）6月：国土交通省が東九州自動車道、日南市 - 串間市間（約32キロ）のルート案とインターチェンジ（IC）4か所の設置案を明らかにした[14]。
- 2016年（平成28年）
  - 3月8日：未事業化区間である日南 - 志布志間 (40.7 km)のうち、日南IC - 油津IC間 (3.2 km)と夏井IC - 志布志IC間 (3.7 km)が国道220号日南・志布志道路として新規事業採択時評価の候補路線となる[1]。
  - 3月18日：清武 - 日南間の道路には12本のトンネルが計画されているが、そのうちの1本の「椿山トンネル貫通」[15]。
  - 4月1日：国道220号日南・志布志道路 日南IC - 油津IC間、同 夏井IC - 志布志IC間が事業化[16][17]。
  - 9月2日：北郷IC（仮称）、日南IC（仮称）の正式名称がそれぞれ「日南北郷IC」、「日南東郷IC」に決定[18]。
- 2018年（平成30年）
  - 3月11日：日南北郷IC - 日南東郷IC間開通に伴い供用開始[19]。
- 2019年（令和元年）
  - 10月14日：日南東郷IC - 油津IC間の着工式[20]。
- 未定：日南東郷IC - 志布志IC間開通予定

## 周辺
- 日南市街
  - 日南市役所
  - 日南駅（JR九州・日南線）

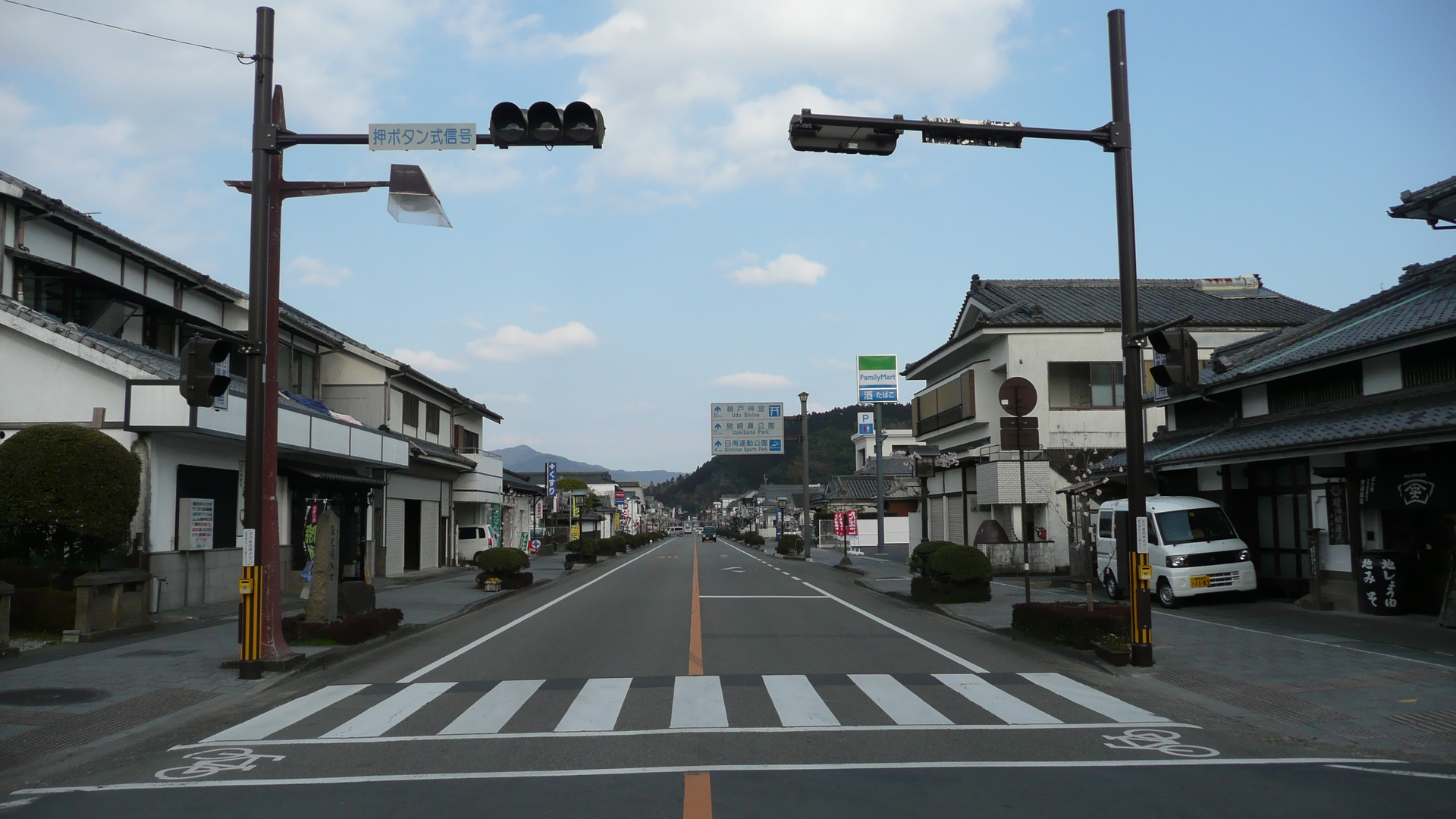
飫肥城下町（国道222号）

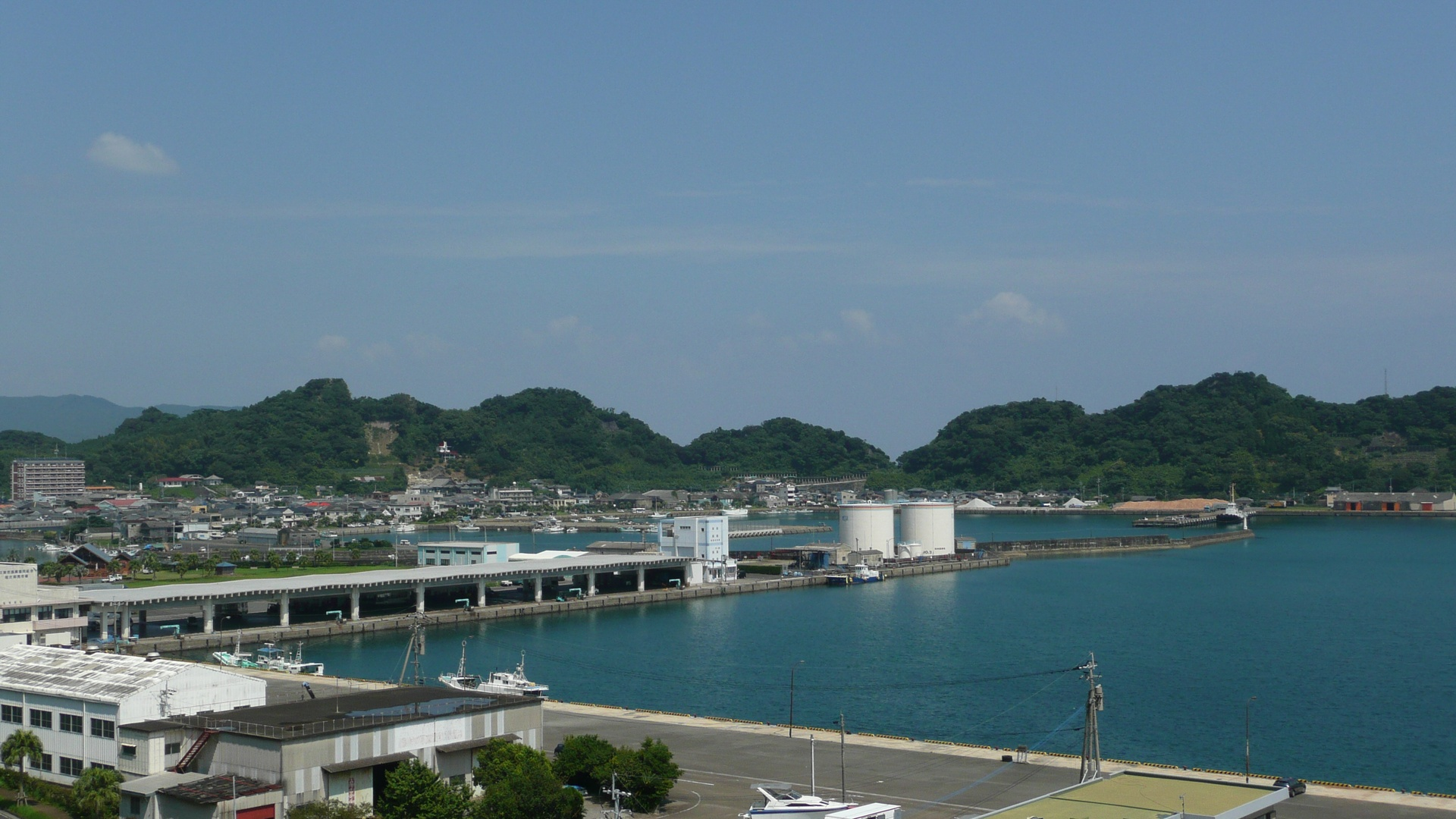
油津港

  - 日南学園中学校・高等学校（学校法人日南学園）
  - 日南市立東郷小中学校
  - 飫肥城下町
  - 油津港
  - 王子製紙日南工場
  - 日南総合運動公園
    - 東光寺球場（広島東洋カープ春季・秋季キャンプ地）
- 日南海岸

## 接続する道路
- 直接接続
  - 宮崎県道434号風田星倉線
  - 国道220号日南・志布志道路（予定）

- 間接接続
  - 国道222号 - 日南市街地の油津地区・吾田地区・飫肥地区や、都城市方面へ通ずる。
  - 宮崎県道28号日南高岡線（主要地方道）

## 隣
E78 東九州自動車道（日南・志布志道路区間を含む）
(31)日南北郷IC - (32)日南東郷IC - 油津IC（予定）